# 마오젠구

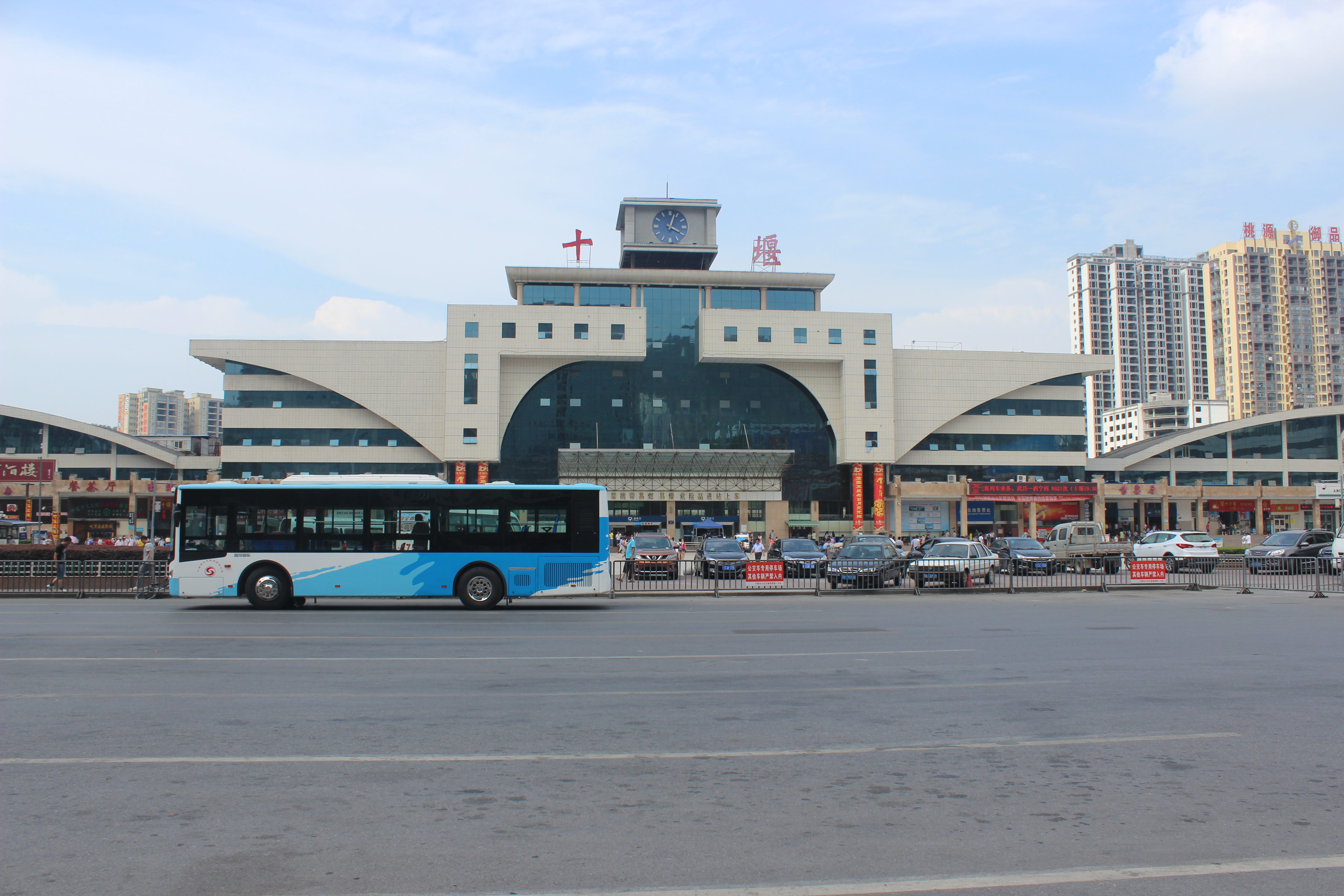

마오젠구(한국어: 모전구, 중국어: 茅箭区, 병음: Máojiàn Qū)는 중화인민공화국 후베이성 스옌 시의 현급 행정구역이다. 넓이는 578km2이고, 인구는 2007년 기준으로 260,000명이다.

## 행정 구역
4개 가도, 1개 진, 2개 향을 관할한다.
- 가도: 五堰街道, 二堰街道, 武当路街道, 白浪街道.
- 진: 大川镇.
- 향: 茅塔乡, 鸳鸯乡.